# Не хочу я женитися…
«Не хочу я женитися…» — вірш Тараса Шевченка, написаний 1848 року на Косаралі.

## Написання
Зберігся чистовий автограф вірша: у «Малій книжці». Автограф не датовано. Вірш датується за місцем автографа в «Малій книжці» серед творів 1848 року та часом зимівлі Аральської описової експедиції в 1848—1849 роках на Косаралі, орієнтовно: кінець вересня — грудень 1848 року Косарал.
Найраніший відомий текст — чистовий автограф у «Малій книжці», до якої Шевченко переписав вірш під № 53 у дев'ятому зшитку за 1848 рік, орієнтовно наприкінці 1849-го чи на початку 1850 року (до арешту 23 квітня), з невідомого первісного автографа. Під час переписування він замінив слова в рядках 12 та 39. До «Більшої книжки» твір не перенесено.

## Публікація
Вперше вірш надруковано за «Малою книжкою» з відступом у графічній подачі тексту (рядки 16 і 17 відділено) у виданні: «Кобзарь Тараса Шевченка/ Коштом Д. Е. Кожанчикова» (СПб., 1867, стор. 228—229) і за цим виданням того ж року в книжці: «Поезії Тараса Шевченка» (Львів, 1867, том 2, стор. 218—219).

## Сюжет
У вірші традиційна фольклорна і Шевченкова тема «козацької слави» набуває нового тлумачення, наголошено на трагізмі долі старенької матері і її сина-козака, який поїхав на Запоріжжя «слави добувати», а повернувся «облатаний, калікою в хату» (аналогічний мотив повернення додому хворого солдата-каліки є в раніше написаних творах поета — «Рано-вранці новобранці» й «Москалева криниця»). Незабаром Шевченко створив нову варіацію цієї самої теми — вірш «Нащо мені женитися?», за змістом водночас і близький і контрастний до попереднього.
Більшість мотивів вірша споріднена з народнопісенними мотивами і має паралелі в народній поезії (пісні «Не буду я женитися…», «Ой кряче, кряче чорненький ворон…», «Журба мене суше, журба мене круше…», «Ой в полі могила з вітром говорила…», «Летить орел понад морем по високій високості…», дума про Івана Коновченка.

## Музика
Перша частина вірша «Не хочу я женитися» стала народною піснею. Музику до твору написав М. Лисенко.